# Meininger Busbetrieb

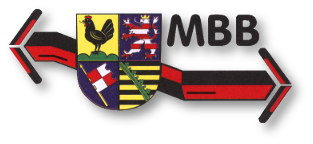
Historisches Logo Meininger Busbetrieb

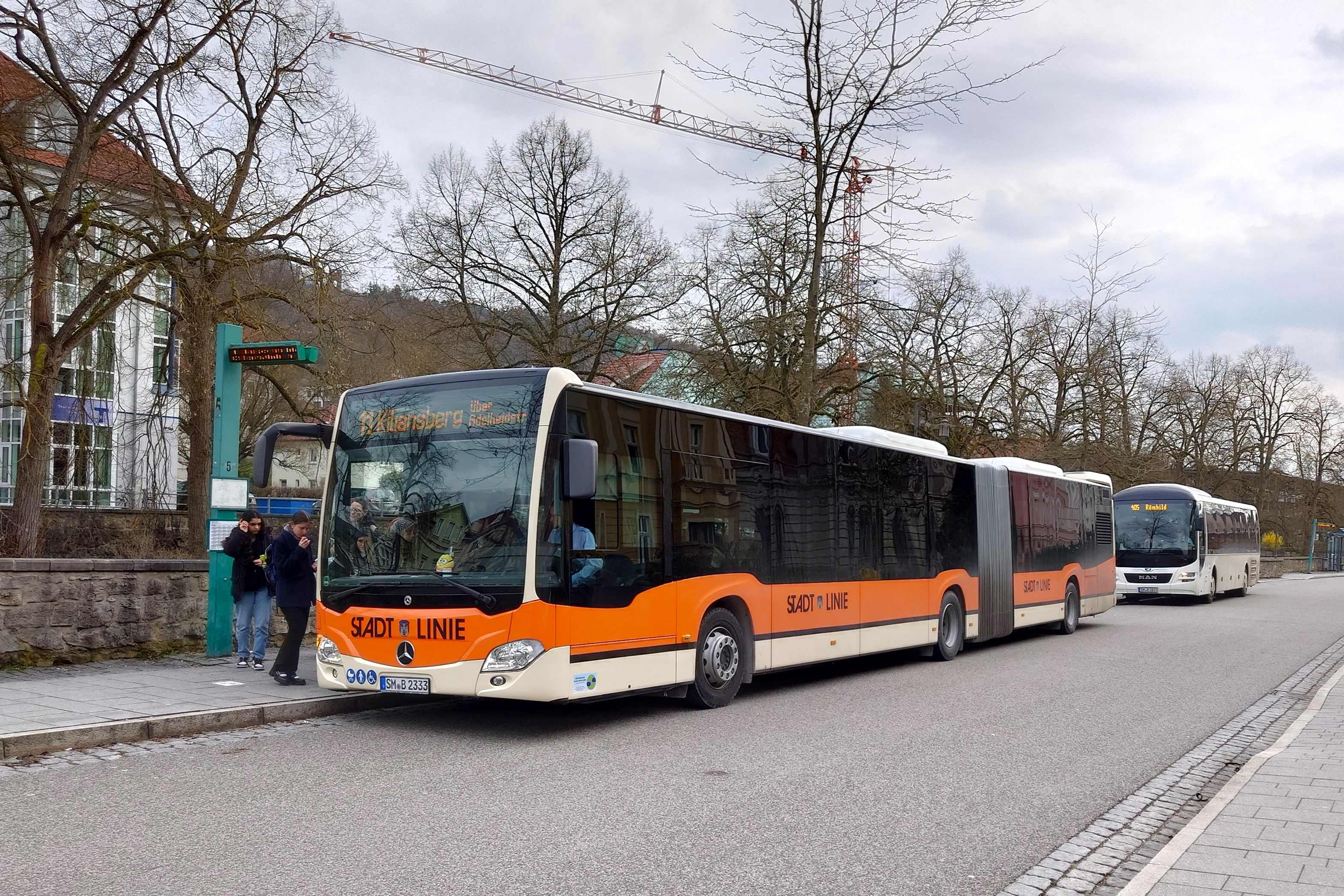
Gelenkbus Mercedes-Benz Citaro G C2 der Stadtlinie Meiningen im Retrodesign der 1960er Jahre

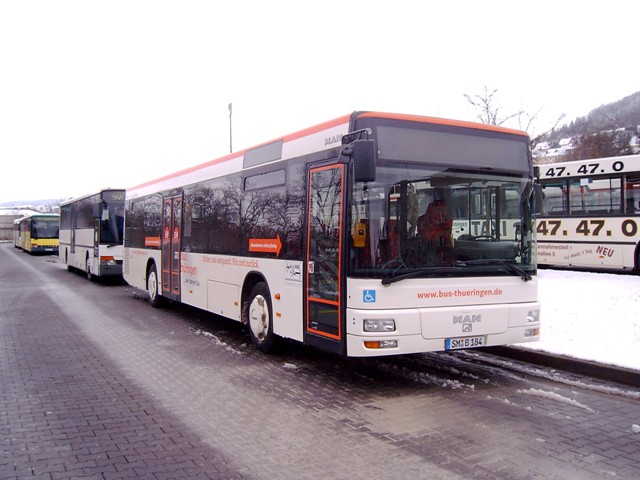
MAN A20 der Meininger Busbetriebs GmbH auf dem Busbahnhof in Meiningen

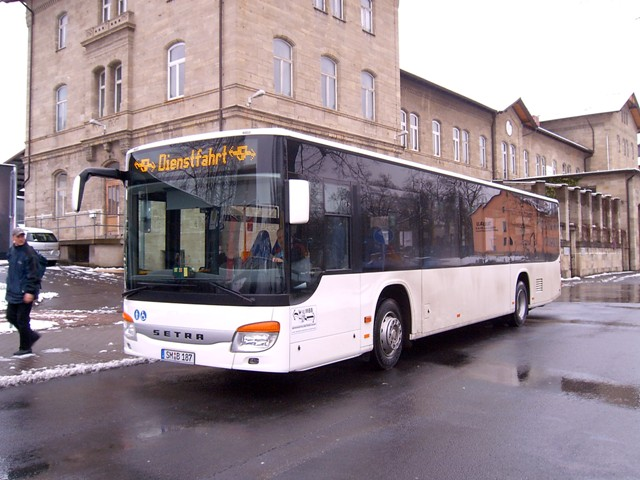
Setra S 415 NF der Meininger Busbetriebs GmbH vor dem Bahnhof Meiningen neben dem Busbahnhof

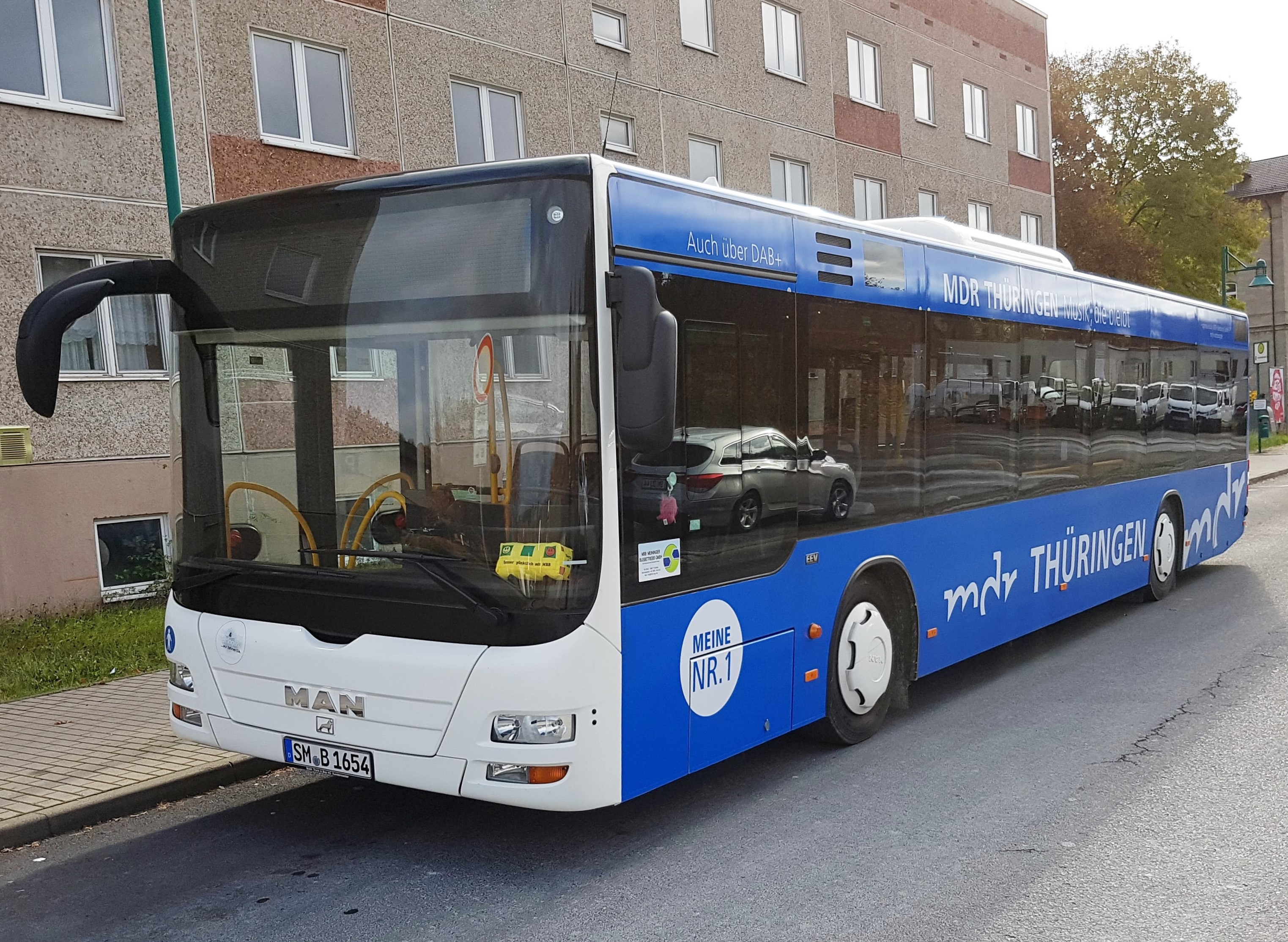
MAN Lion’s City der Meininger Busbetriebs GmbH mit MDR Thüringen Beklebung

Die Meininger Busbetriebs GmbH (MBB) betreibt öffentlichen Personennahverkehr im Landkreis Schmalkalden-Meiningen. Einige Linien der MBB führen dabei bis in die kreisfreie Stadt Suhl sowie in den Wartburgkreis und in den Landkreis Hildburghausen.
Die MBB wurde im November 1991 als Nachfolger der Sparte Personenverkehr des VEB Kraftverkehr Meiningen mit Standort Heinrich-Heine-Straße in Meiningen gegründet.
Der Firmensitz und der neu erbaute Betriebshof der MBB befindet sich seit 1994 im Ortsteil Sülzfeld der Stadt Meiningen. Mit Stand 2023 sind 80 unternehmenseigene Busse verschiedener Größen und 40 Fahrzeuge von Subunternehmen im Einsatz.
Drei Elektrobusse der Firma Quantron verkehrten ab März 2021 im Stadtverkehr Meiningen, wo sie auf sechs Stadtlinien eingesetzt waren. Wegen schwerwiegender technischer Probleme wurden alle drei Busse im Sommer 2022 aus der Fahrzeugflotte ausgegliedert. Seit 2023 sind ein Mercedes-Benz Citaro G Gelenkbus speziell für den Stadtverkehr Meiningen sowie zwei Elektrobusse Ikarus 120e mit je 80 Plätzen im Einsatz.

## Liniennetz
Stand: 20. August 2023

### Stadtverkehr Meiningen
Die Meininger Busbetrieb betreibt in der Kernstadt der Kreisstadt Meiningen ein Stadtliniennetz mit acht Buslinien und rund 100 Haltestellen. Es finden insgesamt über 350 Fahrten täglich statt. Weitere 16 Haltestellen werden von 11 Regionallinien angefahren.
- 10 Sachsenstraße – Heinrich-Heine-Straße – Kiliansberg – Adelheidstraße – Sachsenstraße – Busbahnhof
- 11 Busbahnhof – Sachsenstraße – Adelheidstraße – Kiliansberg – Heinrich-Heine-Straße – Sachsenstraße
- 13 Rinksburg – Schwimmbad – Rosenweg – Kiliansberg – Sachsenstraße
- 14 Busbahnhof – Schwimmbad – Rosenweg – Goethestraße – Sachsenstraße
- 15 Busbahnhof – Sachsenstraße – Rinksburg – An der Morgenleite – Sachsenstraße
- 16 Sachsenstraße – Theater –Landsberg – Walldorf
- 17 Busbahnhof – Klostergasse – Henneberger Straße – Dreißigacker/Klinikum – Sachsenstraße
- 18 Bodenweg – Schwimmbad – Rinksburg – Busbahnhof

### Stadtverkehr Schmalkalden
- 40 Busbahnhof – Hedwigsweg – Allendestraße – Marienweg – Busbahnhof
- 41 Busbahnhof – Haargasse – Weidebrunn – Dorfstraße – Reichenbach / Klinge – Haargasse – Busbahnhof
- 42 Busbahnhof – Aue – Haindorf – Mittelschmalkalden – Möckers – Haindorf – Volkers – Busbahnhof
- 43 Busbahnhof – Näherstille – Grumbach – Mittelstille – Breitenbach – Busbahnhof
- 44 Busbahnhof – Näherstiller Str. – Asbach, Schule – Näherstiller Str. – Busbahnhof
- 45 Busbahnhof – Krötengasse – Sybillenburg – Welgerstal – Busbahnhof

### Stadtverkehr Zella-Mehlis
- 31 Bahnhof – Alte Straße – Heinrich-Heine-Str. – Mehlis, Markt – Talstraße – Zella, Kirchstraße
- 32 Mehlis, Markt – H.-Heine-Str. – Alte Str. – Zella, Kirche – Hauptstr. – Mehlis, Markt
- 33 Mehlis, Markt – Talstr. – Zella, Kirchstraße – Goethestraße

### Regionalverkehr
- 400 Meiningen – Schwarza – Zella-Mehlis – Suhl – Rohr – Meiningen
sowie Meiningen – Rohr – Suhl – Zella-Mehlis – Schwarza – Meiningen
- 401 Obermaßfeld – Untermaßfeld – Ritschenhausen – Henneberg (nur an Schultagen)
- 403 Meiningen – Einhausen – Ellingshausen – Leutersdorf – Themar
- 404 Meiningen – Jüchsen – Obendorf – Sülzdorf – Römhild – Eicha – Mendhausen
- 405 Meiningen – Rentwertshausen – Römhild – Behrungen
- 406 Obendorf – Neubrunn – Jüchsen – Bibra (nur an Schultagen)
- 407 Meiningen – Wasungen – Schmalkalden
- 408 Meiningen – Henneberg – Bauerbach – Hermannsfeld – Stedtlingen
- 409 Meiningen – Stepfershausen – Kaltennordheim – Reichenhausen – Melpers – Birx
- 410 Birx – Frankenheim – Unterweid (nur an Schultagen)
- 411 Meiningen – Kaltennordheim – Kaltensundheim – Unterweid – Oberweid
- 412 Meiningen – Wasungen – Solz – Schwarzbach – Hümpfershausen
- 413 Kaltensundheim – Oberkatz – Unterkatz – Oepfershausen (nur an Schultagen)
- 414 Wasungen – Kaltensundheim
- 415 Meiningen – Utendorf
- 416 Metzels – Walldorf – (Wasungen)
- 417 Bonndorf – Wasungen – Rippershausen – Walldorf (nur an Schultagen)
- 418 Bermbach – Viernau – Zella-Mehlis
- 419 Dillstädt – Rohr – Kühndorf – Schwarza (nur an Schultagen)
- 420 Meiningen – Schwarza – Steinbach-Hallenberg
- 422 Zella-Mehlis – Oberhof
- 423 Oberhof Stadtlinie, Oberhof – (OT Bahnhof) – (Zella-Mehlis)
- 424 Christes – Zella-Mehlis
- 440 Schmalkalden – Breitungen – Barchfeld
- 441 Schmalkalden – Wernshausen – Trusetal – Brotterode
- 442 Schmalkalden – Wernshausen – Fambach – Heßles – Fambach – Breitungen

- 443 Schmalkalden – Wernshausen – Roßdorf – (Zillbach)
- 444 Schmalkalden – Schwallungen – Zillbach – Eckardts – (Roßdorf)
- 445 Schmalkalden – Kleinschmalkalden – Brotterode
- 446 Schmalkalden – Floh – Struth-Helmershof – Asbach – Schmalkalden
- 447 Schmalkalden – Viernau – Suhl
- 448 Schmalkalden – Steinbach-Hallenberg – Oberschönau – Oberhof – (Gehlberg)
- 449 Steinbach-Hallenberg – Bermbach – Suhl